# Pasto Viejo (Cayey)
Pasto Viejo es un barrio ubicado en el municipio de Cayey en el estado libre asociado de Puerto Rico. En el Censo de 2010 tenía una población de 555 habitantes y una densidad poblacional de 133,43 personas por km².

## Geografía
Pasto Viejo se encuentra ubicado en las coordenadas 18°5′47″N 66°12′56″O / 18.09639, -66.21556. Según la Oficina del Censo de los Estados Unidos, Pasto Viejo tiene una superficie total de 4.16 km², que corresponden a tierra firme.

## Demografía
Según el censo de 2010, había 555 personas residiendo en Pasto Viejo. La densidad de población era de 133,43 hab./km². De los 555 habitantes, Pasto Viejo estaba compuesto por el 78.56% blancos, el 7.03% eran afroamericanos, el 3.96% eran de otras razas y el 10.45% pertenecían a dos o más razas. Del total de la población el 99.64% eran hispanos o latinos de cualquier raza.